# Nogajska Horda
Nogajska Horda  bila je konfederacija osamnaestak turkijskih i mongolskih plemena koja je okupirala Pontsko-kaspijsku stepu od oko 1500. dok ih Kalmici nisu gurnuti zapadno i Rusi južno od u 17. stoljeću. Mongolsko pleme zvano Mangiti činilo je jezgru Nogajske Horde. U 13. stoljeću, Nogaj-kan, vođa Zlatne Horde i izravni potomak Džingis-kana preko Jochija, formirao je vojsku Mangita kojoj su se pridružila brojna turkijska plemena. Stoljeće kasnije Nogajce je vodio Edigu, zapovjednik podrjeitlom po ocu Mangit, a po majci Jochid, koji je osnovao dinastiju Nogai. Godine 1557. Nogai Nur-al-Din Qazi Mirza posvađao se s Ismael bogom i osnovao Malu Nogajsku Hordu na stepama Sjevernog Kavkaza. Nogajci sjeverno od Kaspijskog jezera nakon toga su se zvali Velika Nogajska Horda. U ranom 17. stoljeću Velika Nogajska Horda propala je pod najezdom Kalmika.
Nogajci sjeverno od Crnog mora bili su nominalno podložni Krimskom Kanatu, a ne nogajskom begu. Bili su podijeljeni u sljedeće skupine: Budžak (od Dunava do Dnjestra), Yedisan (od Dnjestra do Buga), Jamboyluk (od Buga prema Krimu), Yedickul (sjeverno od Krima) i Kuban. Konkretno, Yedisani se spominju kao zasebna skupine, te na raznim mjestima.

## Društvo
Postojale su dvije skupine Nogajaca: oni Nogajci sjeverno od Kaspijskog jezera imali su vlastitog bega (vođu), a oni sjeverno od Crnog mora su bili nominalno podložni krimskom kanu. Prvu skupinu su razbili Kalmici oko 1632. Druga skupina je dijelila sudbinu Krimskog Kanata.
Nogajski jezik je bio je dio kipčačke turkijske skupine, aralokaspijske podskupine. Njihova religija je bila islam, ali vjerske su institucije bile slabo razvijene.
Oni su bili nomadski stočari koji su pasli ovce, konje i deve. Izvannjsku robu su dobivali trgovinom (uglavnom konje i robove), pljačkom i dankom. Imali su podložnih seljaka uz rijeku Jaik. Jedan od glavnih izvora prihoda za Nogajce bile su pljačkaški pohodi za robove, koje su prodavali u Krim i Buharu. Lov, ribolov, oporezivanja karavani, i sezonske poljoprivredne seobe također su igrale ulogu, iako je to slabo dokumentirano.
Osnovna društvena jedinica bila je poluautonomna ulus (banda). Plemići su bili zvani mirza. Vladar Nogajaca bio je beg. Glavni grad i zimski logor bio je Sarajčik, karavanski grad na donjem Jaiku blizu ušća Volge u Kaspijsko jezero. Od 1537. drugi po rangu bio je Nur-al-Din, obično begov sin ili mlađi brat i očekivani nasljednik. Nur-al-Din držao je desnu obalu duž Volge. Od 1560-tih postoji i drugi Nur-al-Din, svojevrsni ratni poglavica. Treći po rangu bio Keikuvat, koji je držao Embu. Politička organizacija bila je fluidna i mnogo je ovisila o osobnom prestižu, jer kao nomadi, a nogajski podređenici   jednostavno su se mogli odmaknuti od lidera kojeg su prezirali. Veleposlanici i trgovci su bili redovito pretučeni i opljačkani. Krađa konja bila je važan dio društvenog i gospodarskog života u stepi. Begovi i mirze su se često sami proglasili vazalima nekog izvan moći, ali takve izjave nisu imale smisla.

## Ropstvo i pljačke
Nogajska Horda uz Krimski Kanat je pljačkala i provaljivala u slavenska naselja u Rusiji, Ukrajini, Moldaviji i Poljskoj. Robovi koje su Tatari zarobili u južnoj Rusiji, Poljskoj-Litavskoj Uniji, Moldaviji, Vlaškoj i Čerkeziji u trgovini su bili poznati kao "berba stepe". Samo u Podoliji, otprilike jedna trećina svih sela bila su uništena ili napuštena između 1578. i 1583. Neki znanstvenici procjenjuju da je ukupno više od 3 milijuna ljudi zarobljeno i porobljeno tijekom vremena Krimskog Kanata.